# Antônio Campelo de Aragão
Antônio Campelo de Aragão, S.D.B. (Garanhuns, 5 de outubro de 1904 - Araripina, 10 de setembro de 1988) foi um prelado brasileiro da Igreja Católica, que serviu como bispo-auxiliar de Cuiabá e como bispo de Petrolina.

## Biografia
Nascido em Garanhuns, sertão de Pernambuco, ficou órfão de pai aos 10 anos e de mãe aos 13 anos de idade. Aos 16 anos, foi estudar no Colégio São Joaquim dos Salesianos, no interior de Pernambuco. Fez o noviciado em 1927 e concluiu seus estudos filosóficos, em Jaboatão dos Guararapes, no ano de 1930. Em 1933, foi enviado pela congregação a Turim, onde deu entrada no Instituto Internacional Dom Bosco. Foi ordenado padre em 5 de julho de 1936, na Basílica de Maria Auxiliadora, pelo Cardeal Arcebispo Maurilio Fossati, arcebispo de Turim.
De volta ao Brasil, foi professor do Colégio Salesiano de Salvador, onde permaneceu até 1938. Depois, tornou-se diretor do Colégio Padre Inácio Rolim, em Cajazeiras. Em 1943, passa a dirigir o Colégio Nossa Senhora Auxiliadora em Aracaju, onde ficou até 1945, quando foi transferido para o Colégio Salesiano de Fortaleza e tornou-se pároco da Paróquia de Nossa Senhora da Piedade, onde construiu as Escolas Profissionais Dom Bosco, ofício que exerceu até sua nomeação episcopal.
Foi nomeado pelo Papa Pio XII como bispo-auxiliar de Cuiabá em 15 de junho de 1950, nesta mesma data sendo nomeado bispo-titular de Sesta, foi consagrado na Catedral Metropolitana de Fortaleza em 13 de agosto do mesmo ano, por Dom Francisco de Aquino Correia, S.D.B., arcebispo de Cuiabá, coadjuvado por Dom Luís do Amaral Mousinho, bispo de Cajazeiras e por Dom Aureliano de Matos, bispo de Limoeiro do Norte.
Em 18 de dezembro de 1956, foi nomeado como bispo de Petrolina. Ali, constitui a emissora de rádio "A Voz do São Francisco", ajudou na construção da Vila São Francisco para os pobres vítimas da enchente em 1957, realizou o 1° Congresso de Ação Católica em 1962, contribuiu com a construção do Pavilhão do Lenho – Instituto São José e Cine Massangano, atual Centro Cultural Dom Bosco,  ampliou o Centro Social Pio XI, implantou as Legiões agrárias e círculos operários, contribuiu na construção do Hospital e Maternidade Santa Maria em Araripina (1959), inaugurou o Centro Social de Araripina em 1962 e a Escola Normal Dom Malan em 1967, inaugurou o Centro de Treinamento Diocesano de Petrolina em 1971 e ajudou na construção do Hospital de Santa Maria da Boa Vista, também em 1971.
Como bispo, participou da I e da III sessões do Concílio Vaticano II, em 1962. Ainda fundou duas congregações religiosas: As Mensageiras de Santa Maria, em 1 de julho de 1957 e as Irmãs Medianeiras da Paz em 10 de dezembro de 1968. Resignou-se da diocese em 6 de fevereiro de 1975, passando a residir na comunidade do Colégio Salesiano de Salvador. Fundou em 12 de outubro de 1984 a Associação das Servas Medianeiras da Paz, para o serviço da Evangelização, seguindo a Espiritualidade, o Carisma e a Missão das Irmãs Medianeiras da Paz.
Morreu em 10 de setembro de 1988 em Araripina e está sepultado na Catedral Sagrado Coração de Jesus e Cristo Rei. Está em processo de beatificação pela Igreja Católica, sendo considerado servo de Deus.

## Servo de Deus
A Diocese de Petrolina deu início à coleta de informações e testemunhos acerca da vida de Dom Antônio Campelo de Aragão, visando à abertura de processo para sua beatificação e posterior canonização.
Em 30 de setembro de 2023, foi aberto o processo de beatificação, quando Dom Antônio Campelo de Aragão foi oficialmente declarado Servo de Deus. O postulador do processo, o italiano Dr. Paolo Vilotta, presente na ocasião, disse:
"Dom Campelo era um homem à frente do seu tempo. As obras por ele fundadas, as congregações das irmãs que ele fundou mostra como ele já tinha uma visão de futuro na época pré-conciliar e pós-conciliar, ao mesmo tempo, não era só filantropia, mas obras de amor ao próximo olhando Deus."